# Reszetyliwka
Reszetyliwka (ukr. Решетилівка) – osiedle typu miejskiego w obwodzie połtawskim na Ukrainie.

## Historia
Pierwsza wzmianka o miejscowości pochodzi z 1638.
W 1931 roku zaczęli wydawać gazety.
Status osiedla typu miejskiego posiada od 1938.
W 1989 liczyła 9 574 mieszkańców.
W 01.01.2014 liczyła 9 412 mieszkańców.